# Álvaro Figueroa y Torres
Álvaro de Figueroa y Torres, 1º conte di Romanones (Madrid, 9 agosto 1863 – Madrid, 11 ottobre 1950), è stato un politico e imprenditore spagnolo.

## Biografia
Esponente di rilievo del Partito Liberale, durante la sua carriera politica fu senatore della provincia di Toledo, presidente del Senato di Spagna, presidente del Congresso dei Deputati, più volte ministro e tre volte presidente del Consiglio durante il regno di Alfonso XIII. Ai suoi tempi era uno dei grandi proprietari terrieri spagnoli. Era strettamente legato al capitale francese ed era azionista di importanti imprese spagnole, come Sociedad Minera y Metalúrgica de Peñarroya (SMMP), Minas del Rif, le ferrovie, ecc.
La storiografia ricorda il conte di Romanones come l'epitome di tutte le piaghe del sistema politico della Restaurazione: clientelismo, corruzione, dispotismo.
Fu un sostenitore dell'intervento della Spagna nella prima guerra mondiale a fianco della Triplice intesa.
È stato presidente del Consiglio tre volte: dal 14 novembre 1912 al 27 ottobre 1913, dal 9 dicembre 1915 al 19 aprile 1917 e dal 5 dicembre 1918 al 15 aprile 1919.